# Proust, l'art et la douleur
Proust, l'art et la douleur je dokumentární televizní film z roku 1971, který režíroval Guy Gilles podle vlastního scénáře. Snímek měl premiéru ve Francii dne 17. června 1971.

## Děj
Film přibližuje život a dílo francouzského spisovatele Marcela Prousta. Je prokládaný hereckými scénami a rozhovory se svědky jeho života. Komentář k filmu čte Emmanuelle Riva.